# Obrtići
Obrtići (cyr. Обртићи) – wieś w Bośni i Hercegowinie, w Republice Serbskiej, w gminie Rogatica. W 2013 roku liczyła 30 mieszkańców.